# Втрати силових структур внаслідок російського вторгнення в Україну (жовтень — грудень 2019)
У статті наведено список втрат українських військовослужбовців у російсько-українській війні з жовтня по грудень 2019 року.

## Список загиблих з 1 жовтня до 31 грудня 2019 року
| №        | Світлина Емблема | Прізвище, ім'я, по батькові                       | Про особу | Дата смерті                  | Обставини смерті |
| -------- | ---------------- | ------------------------------------------------- | --- | ---------------------------- | --- |
| Жовтень  |                  |                                                   | |                              | |
| 4250     |                  | Кулеша Владислав                                  | 23 роки, Мирноград Донецька область. Старший солдат, військовослужбовець 56 ОМПБр. Восени 2016 вступив на військову службу за контрактом до Маріупольської бригади, боронив Широкине. Залишились мати, дружина та 8-місячна донька. | 1 жовтня 2019                | Загинув у ніч на 1 жовтня під час несення військової служби в районі м. Маріуполь, обставини не уточнені. Рідні не погоджуються з висновками СМЕ, проводиться слідство. |
| 4251     |                  | Тишик Юрій Анатолійович                           | 28 років, Мизове Старовижівський район Волинська область. Старший солдат, механік-водій 4-ї роти 2-го мехбатальйону 14 ОМБр. 2010 закінчив Старовижівський профліцей за фахом електрогазозварника та водія. Працював на заробітках у Польщі. Влітку 2015 був призваний за мобілізацією. 25.04.2016 підписав контракт, проходив військову службу у 93-й ОМБр. Крайній, четвертий, контракт підписав 26.01.2019. Залишились мати, сестра, дружина і маленький син. | 3 жовтня 2019                | Загинув від несумісного з життям поранення кулею снайпера в голову ввечері, під час чергування на блокпосту на передовій у Луганській області. Похований в с. Мизове. |
| 4252     |                  | Ремінний Олег Володимирович                       | 10 грудня 1985, Шпола Черкаська область. Старший солдат, механік-водій взводу розвідки розвідувальної роти 1 ОТБр. 13.05.2017 вступив на військову службу за контрактом. Залишилися мати, брат та донька. | 4 жовтня 2019                | Загинув внаслідок ворожого обстрілу в районі м. Мар'їнка (прим., за даними Пресцентру ООС за добу ворог 32 рази порушив режим припинення вогню, зокрема поблизу Мар'їнки — з РПГ та стрілецької зброї). Похований на Шполянському міському цвинтарі (мікрорайон цукрозавод). |
| 4253     |                  | Дейкун Іван Вікторович                            | 23 липня 1978, мешкав у м. Новоукраїнка Кіровоградська область. Старший солдат, заступник командира бойової машини — навідник-оператор 1-го мехбатальйону 28 ОМБр. Працював на аграрних підприємствах. З 27.04.2018 проходив службу за контрактом в 179 ОНТЦ військ зв'язку, потім у Новоукраїнському РВК, радіотелефоніст вузла зв'язку та телеформатизації. Понад рік виконував завдання в зоні ООС у складі 28 ОМБр: Новотроїцьке, Богданівка, Маріуполь. Залишились мати, дружина та 16-річний син. | 6 жовтня 2019                | О 15:25 під час бойового чергування на опорному пункті в районі м. Красногорівка, внаслідок обстрілу з кулемету зазнав кількох кульових поранень (калібр 7,62 мм) грудної клітки, що спричинило сильний крововилив у легені, помер за кілька хвилин у реанімобілі від больового шоку та втрати крові. У Пресцентрі ОС повідомили, зокрема, про обстріл позицій біля Красногорівки з напрямку Трудівських (Петровський район Донецька) зі снайперської та стрілецької зброї. Похований у Новоукраїнці. |
| 4254     |                  | Батін Андрій Олександрович                        | 21 лютого 1980, мешканець м. Чорноморськ Одеська область. Майор, військовослужбовець 56 ОМПБр. 2001 закінчив ХНУВС. З 2001 по 2003 проходив службу у підрозділах ВВ МВС України в Чорноморську, командир патрульної роти, з 2003 по 2006 — начальник фізичної підготовки в/ч 3012 ВВ МВС в Одесі, 2006 звільнився в запас по закінченні контракту у званні капітана. Працював експедитором в «Укрбудсервіс». У 2011 заочно закінчив СумДУ, менеджер-економіст. Під час війни був призваний на військову службу за контрактом. Залишилися дружина та двоє дітей, син і донька. | 8 жовтня 2019                | У Чорноморській міськраді повідомили про смерть військовослужбовця в районі проведення ООС, — «трагічно загинув під час виконання службового завдання» (обставини не уточнені). Похований у Чорноморську. |
| 4255     |                  | Волк Юрій Володимирович                           | 10 вересня 1997, Себине Новоодеський район Миколаївська область. Старший матрос 36 ОБрМП. З багатодітної родини, де було вісім дітей. 27.10.2017 був призваний на строкову службу, в подальшому підписав контракт. У 2018 був поранений, після лікування повернувся на фронт. Нагороджений медаллю «Захиснику Вітчизни» Залишились батьки, брати та сестри. | 10 жовтня 2019               | Загинув від кульового поранення в шию внаслідок обстрілу снайпером. |
| 4256     |                  | Кубрак В'ячеслав Анатолійович                     | 11 квітня 1986, Миролюбівка (Нововоронцовський район) Херсонська область. Прапорщик, командир інженерно-саперного взводу 36 ОБрМП. Учасник миротворчої місії в Косові, де був водієм тягача на базі «Уралу», брав участь у порятунку польських миротворців, автомобіль яких впав у гірську прірву. 2008 у складі інженерно-саперного загону 17 ОТБр ліквідовував наслідки вибухів на 61-му арсеналі ЗСУ в Лозовій на Харківщині, розміновував прилеглі території з 2009 по 2012, отримав там контузію. Проходив службу в Криму, у 36 ОбрБО (Перевальне), після окупації півострова російськими військами вийшов на материкову частину України. З вересня 2014 виконував завдання у Приазов'ї: Гранітне, Лебединське, Широкине. У 2017 став героєм сюжету «Військового телебачення» про саперів на фронті. В серпні 2019 нагороджений орденом. Залишилась дружина (одружився у липні 2019). | 11 жовтня 2019               | 08.10.2019, під час виконання бойового завдання з проведення інженерної розвідки в зоні проведення ООС, дістав мінно-вибухове поранення внаслідок підриву на невідомому вибуховому пристрої. Помер о 6:45 11 жовтня в Обласній клінічній лікарні ім. Мечникова м. Дніпро. Похований у Миролюбівці. |
| 4257     |                  | Україна                                           | 1997. Військовослужбовець Окремого президентського полку. Проходив військову службу за контрактом. | 11 жовтня 2019               | За інформацією ЗМІ з посиланням на власні джерела, знайдений повішеним у складському приміщенні на військовому аеродромі Краматорська. Слідство розглядає версію самогубства. |
| 4258     |                  | Прокопенко Вадим Михайлович («Копа», «Прокоп»)    | 7 вересня 1999, 20 років, мешканець с. Турчинівка Чуднівський район Житомирська область. Солдат 383 ОПДКЛА ПС ЗСУ. З багатодітної родини, мати виховує дітей самотужки. Закінчив Турчинівський профліцей, де здобув професії електрогазозварника та слюсаря-ремонтника. Був призваний на строкову службу в ЗСУ, яку проходив на Хмельниччині, згодом підписав контракт. 14.02.2019 був відряджений у зону ООС і прикомандирований до військової частини А1965, ніс службу в Приазов'ї. Залишились мати, брати, сестри. | 14 жовтня 2019               | Загинув від смертельного поранення в результаті необережного поводження зі зброєю співслужбовця, який випадково вистрілив у бік солдата, поблизу села Широкине у Донецькій області на ВОП "Береза", який є місцем виконання завдань за призначенням 1 взводу 2 роти морської піхоти військової частини А1965. Похований у Турчинівці. |
| 4259     |                  | Беспалий Роман Володимирович                      | 17 червня 1981, Вільне (Новомосковський район) Дніпропетровська область. Старший сержант, військовослужбовець 43 ОМПБ «Патріот» 53 ОМБр. Залишились батьки і дружина. | 14 жовтня 2019               | За інформацією ЗМІ, один з восьми військовослужбовців, які 22.05.2019 потрапили в полон до терористів поблизу смт Новотроїцьке (Волноваський район), загинув у полоні (за твердженнями терористів — покінчив життя самогубством в камері СІЗО так званого «МДБ ДНР» у Донецьку). 12.11.2019 українській стороні було передане тіло, ідентифікацію проведено за експертизою ДНК. Похований 11 грудня в с. Вільне. |
| 4260     |                  | Воробей Олександр                                 | 1971, Володимир-Волинський Волинська область. Військовослужбовець 39 ЗРП. Залишилися батьки, дружина та 9-річний син. | 15 жовтня 2019               | 27.09.2019 зазнав важкої травми у зоні ООС (обставини не уточнені, проводиться слідство). Був доправлений санавіацією до Харкова, де його прооперували, після чого проходив лікування у Львові. Вранці 15 жовтня помер у Львівському військовому госпіталі, зупинилося серце. Поховання 18 жовтня у Володимирі-Волинському. |
| 4261     |                  | Никоненко Ярослава Сергіївна                      | 25 серпня 1983, 36 років, Миргород Полтавська область. Старший солдат 101 ОБрО ГШ, була відряджена в зону ООС. Від самого початку війни разом із батьком та сестрою займалась волонтерством. у 2018 вступила на військову службу за контрактом, яку розпочала в Окремому президентському полку. Батько, Никоненко Сергій Григорович — боєць батальйону «Айдар», загинув 18.01.2015 на Луганщині. Залишилися мати, сестра та 13-річна донька. | 15 жовтня 2019               | Загинула о 15:30 на бойовому посту в районі м. Мар'їнка від кулі снайпера у голову. Після прощання у військовій частині в Києві похована у Миргороді, поруч із батьком на Алеї Героїв. |
| 4262     |                  | Громович Юрій Володимирович                       | 18 липня 1983, Харків (Немишлянський район міста). Солдат, стрілець-помічник гранатометника механізованого батальйону 92 ОМБр. У 2014—2015 проходив службу за мобілізацією (третя хвиля). 29.03.2019 вступив на військову службу за контрактом. Залишилася дружина та маленький син. | 15 жовтня 2019               | Загинув від кулі снайпера. Близько 11:50 під час обстрілу позиції в районі м. Авдіївка куля влучила у шию і вийшла через грудну клітку, був вчасно евакуйований, але поранення виявилось несумісним із життям. Похований на Алеї слави кладовища № 18 (Безлюдівське) м. Харкова. |
| 4263     |                  | Криль Степан Валерійович                          | 14 грудня 1992, Байдівка Старобільський район Луганська область. Старший матрос 36 ОБрМП. Сирота, виховувався в інтернаті. 2012 закінчив профліцей у м. Щастя. Працював на фермерському підприємстві в рідному селі. В ЗС України — з 2015. Залишилися син і тітка. | 16 жовтня 2019               | Загинув близько 21:00 від кулі снайпера поблизу с. Водяне у Приазов'ї. Похований на Алеї Героїв військового кладовища в с. Чмирівка біля Старобільська. |
| 4264     |                  | Носкевич Віталій Михайлович                       | 10 серпня 1984, Коломия Івано-Франківська область. Сержант, військовослужбовець 28 ОМБр. Тривалий час працював на заробітках за кордоном. У 2017 підписав контракт на військову службу. | 22 жовтня 2019               | Загинув в районі м. Красногорівка від кулі снайпера. Похований на Алеї Слави міського кладовища Коломиї. |
| 4265     |                  | Антиков Дмитро Миколайович                        | 1 березня 1995, Ніжин Чернігівська область. Старшина, головний старшина 2-ї гаубичної артилерійської батареї гаубичного артилерійського дивізіону 4 БрОП НГУ, в/ч 3018 (бригада швидкого реагування, Гостомель). З 2015 проходив службу у в/ч 3027 (Нові Петрівці), з 2016 — у в/ч 3018. Навчався в Ніжинському університеті ім. Гоголя на історико-юридичному факультеті, у червні 2019 здобув диплом бакалавра. Залишились батьки, сестра, дружина (одружився у вересні 2019). | 23 жовтня 2019               | Загинув під час виконання бойової задачі на передовій поблизу с-ща Новолуганське на Світлодарській дузі, — рухаючись на спостережний пост у густому тумані не помітив обірвану лінію електропередач біля зруйнованого обстрілами будинку та дістав смертельне ураження струмом. Похований у Ніжині на кладовищі мікрорайону Гуньки. |
| 4266     |                  | Продьма Ілля Іванович                             | 7 червня 1989, 30 років, Мирноград Донецька область. Старший солдат, навідник підрозділу 28 ОМБр. У квітні 2017 уклав контракт на військову службу. | 29 жовтня 2019               | Загинув під час виконання службових обов'язків в с. Надеждинка Покровського району (обставини не уточнені). Похований на кладовищі «Степове» у Мирнограді. |
| Листопад |                  |                                                   | |                              | |
| 4267     |                  | Стецюк Володимир Михайлович                       | 47 років, Тернопіль. Майор поліції, інспектор групи документування РПСПОП «Тернопіль» ГУНП в Тернопільській області. З 2003 служив в органах внутрішніх справ, пройшов шлях від сержанта до майора. Працював на посадах міліціонера патрульно-постової служби, оперуповноваженого карного розшуку, старшого судового експерта Тернопільського науково-досліного експертно-криміналістичного центру МВС (2018). Навесні 2018 повернувся до роти особливого призначення «Тернопіль», де служив у 2017. Неодноразово виконував завдання в зоні АТО/ООС. Залишилась мати. | 4 листопада 2019             | Помер внаслідок гострої ішемічної хвороби серця на блокпосту «Лисичанськ — Гірське». Похований на Алеї Героїв Микулинецького кладовища Тернополя. |
| 4268     |                  | Ребенок Олег Вікторович                           | 8 жовтня 1991, Чернігів. Молодший сержант, інструктор відділу рекрутингу та комплектування сектору комплектування Чернігівського обласного ТЦКСП. На військовій службі за контрактом — з грудня 2016, 138 РТБр, старший оператор РЛС. В лютому 2019 призначений на посаду інструктора Чернігівського обласного ТЦКСП. З серпня 2019 року перебував у довгостроковому відрядженні в районі проведення ООС у складі 1 ОТБр, ніс службу у районі м. Бахмут. Залишились мати, дружина та 2-річний син. | 4 листопада 2019             | Помер в районі м. Сіверськ на Донеччині в результаті раптової хвороби. Похований на чернігівському цвинтарі Яцево. |
| 4269     |                  | Бродніков Герман Миколайович («Фріц»)             | 28 березня 1996, Клугино-Башкирівка (Чугуївська міська рада) Чугуївський район Харківська область. Старший солдат, стрілець-помічник гранатометника 2-го відділення 2-го взводу 1-ї роти 1-го мехбатальйону 92 ОМБр. 2015 закінчив Чугуєво-Бабчанський лісний коледж за фахом автомеханіка. 2018 закінчив ХНТУСГ ім. П. Василенка, спеціальність «Машинобудування». 28.04.2016 вступив на військову службу за контрактом, пройшов навчання у 354 НМП 169 НЦ «Десна», після чого розпочав службу в 92-ій бригаді на посадах гранатометника, навідника (ПКМ) та стрільця. Воював в районі Мар'їнки та Авдіївки, у грудні 2016 в районі Мар'їнки був поранений. Залишилися мати, сестра та наречена. | 7 листопада 2019             | Зведене інженерне відділення виконувало завдання із забезпечення підрозділу лісом-кругляком для інженерного обладнання позицій в районі м. Авдіївка (неподалік позиції «Шахта Бутівка»). Коли військовослужбовці поблизу ВОПу вивантажували деревину, близько 12:20 ворог здійснив два постріли з ПТРК. Одна з ракет влучила в автомобіль «Урал», біля якого працювали військовослужбовці, в результаті чого Герман загинув на місці, ще троє бійців зазнали численних поранень. Похований на кладовищі с. Клугино-Башкирівка. |
| 4270     |                  | Моторін Геннадій Анатолійович                     | 8 січня 1982, Краматорськ Донецька область. Старший солдат, сапер 1-го мехбатальйону 92 ОМБр. 27.02.2019 вступив на військову службу за контрактом. Батьки померли, залишилися дві сестри і брат. | 8 листопада 2019             | 7 листопада, близько 12:20, в районі м. Авдіївка дістав численні поранення в результаті обстрілу з ПТРК зведеного інженерного відділення, під час розвантаження з «Уралу» деревини для інженерного обладнання позицій ВОП. Вранці наступного дня помер у лікарні Авдіївки. Похований на кладовищі прилеглого до Краматорська селища Іванівка. |
| 4271     |                  | Лойчук Ігор Федорович                             | 1968, Крилів (Корецький район) Рівненська область. Прапорщик, військовослужбовець 14 ОМБр. Проходив військову службу за контрактом. Залишились донька і син. | 12 листопада 2019 орієнтовно | Помер внаслідок хвороби серця, про смерть бойового побратима повідомили в бригаді 13.11.2019. За повідомленням Корецької РДА, проходив службу в с. Попасне (Новоайдарський район). Похований в с. Крилів. |
| 4272     |                  | Хомік Юрій Миколайович                            | 1 листопада 1963, Зимне Володимир-Волинський район Волинська область. Мешкав у м. Володимир-Волинський. Солдат, старший стрілець 14 ОМБр. 20.11.2017 вступив на військову службу за контрактом. Залишилися мати, дружина та донька. | 14 листопада 2019            | Загинув від несумісного з життям вогнепального кульового поранення внаслідок обстрілу в Попаснянському районі, — помер в лікарні м. Гірське під час здійснення реанімаційних заходів. Прим. У Пресцентрі ОС повідомляли про 15 обстрілів за добу, зокрема, в Попаснянському районі: біля Новотошківського (двічі, гранатомети, кулемети та стрілецька зброя), Оріхового (з 18:30, міномет калібру 82 мм, озброєння БМП, СПГ та АГС, ВКК та стрілецька зброя), Жолобка (близько 16:00, РПГ, підствольні гранатомети, стрілецька зброя). Після прощання у Володимирі-Волинському похований в с. Зимне Володимир-Волинського району. |
| 4273     |                  | Соколов Артем Іванович                            | 6 листопада 1987, Сущани (Кагарлицький район) Київська область, мешкав у м. Київ. Сержант, головний сержант взводу 1-го мехбатальйону 14 ОМБр. 2006 закінчив Ржищівський гуманітарний коледж за фахом вчителя трудового навчання, креслення, фізкультури. Після строкової армійської служби працював водієм, охоронцем на приватних підприємствах, з 2012 — водієм-експедитором, а згодом менеджером з логістики в ДП «Райське джерело» (Київ). З квітня 2015 по червень 2016 проходив службу за мобілізацією, брав участь в АТО, був поранений в районі Мар'їнки, удостоєний 5 недержавних нагород. Після повернення з фронту працював на попередньому місці роботи. З жовтня 2019 проходив службу за контрактом. Батьки померли, залишились брат, сестра, дружина та двоє дітей. | 16 листопада 2019            | Загинув в Луганській області в результаті смертельного кульового поранення, завданого снайпером найманців РФ. Похований на кладовищі с. Сущани. Прим.: у Пресцентрі ОС повідомляли про 15 обстрілів за добу, зокрема, в районі Кримського (двічі, ввечері, з мінометів калібрів 120 та 82 мм, озброєння БМП, СПГ, ВКК та іншої стрілецької зброї) та поблизу Попасної (після опівдня, з РПГ та стрілецької зброї). |
| 4274     |                  | Коростельов Євген Володимирович                   | 9 жовтня 1978, Суми. Полковник, командир 128 ОГШБр. Випускник Військового інституту ракетних військ та артилерії. Після закінчення інституту служив в артилерії 25 ОПДБр, — від командира взводу до командира самохідно-артилерійського дивізіону (2013). Брав участь у миротворчих операціях. Від початку війни — на фронті, начальник артилерії — заступник командира бригади. Бойовий шлях: Красний Лиман, Слов'янськ, Краматорськ, Лисичанськ, Сєверодонецьк, Дебальцеве, Шахтарськ, Авдіївка, Опитне, Водяне, опорний пункт «Зеніт» та ін. 2015 був нагороджений орденом. Наприкінці вересня 2019 очолив 128 ОГШБр. Залишилися мати, дружина, донька і син. | 19 листопада 2019            | Помер близько 4:00 у ВМКЦ Північного регіону (м. Харків) від важких поранень, яких дістав 12 листопада під час огляду позицій поблизу смт Новотроїцьке (Волноваський район), — неподалік ділянки розведення сторін № 3 (Богданівка — Петрівське), внаслідок підриву на невідомому вибуховому пристрої. Похований на Алеї Слави на Центральному кладовищі Сум. |
| 4275     |                  | Шацький Богдан Олексійович                        | 11 січня 1995, Михля Ізяславський район Хмельницька область. Старший лейтенант, командир батареї 15 РеАП, в/ч А1108 (Дрогобич). Закінчив Шепетівську спеціалізовану школу-інтернат. Випускник НАСВ ім. Петра Сагайдачного. Залишились батьки, брат і дружина. | 22 листопада 2019            | Загинув пізно увечері внаслідок ДТП під час виконання службових обов'язків в зоні ООС. Після прощання у Львові похований в с. Михля. |
| 4276     |                  | Волонтирець Дмитро Миколайович («Волина»)         | 11 лютого 1979, Конотоп Сумська область. Молодший сержант, начальник секції розвідки 1-го батальйону ОЗСпП «Азов» НГУ. Проходив військову службу за контрактом у миротворчих підрозділах, зокрема в Іраку. У складі БСП «Донбас» пройшов бої за Іловайськ та Дебальцеве. В «Азові» — з 2015, був одним із засновників напрямку аеророзвідки, мав хист до саперної справи та був одним з кращих саперів «Азову». Був нагороджений почесною відзнакою «За звитягу та вірність», нагрудним знаком «За доблесну службу», орденом «За мужність» ІІІ ст. Останнім часом проводив курси з саперної справи на полігоні полку. Залишилися молодший брат, дружина та син. | 25 листопада 2019            | Переніс інсульт на полігоні полку біля Маріуполя, де проводив заняття з саперної справи, та близько тижня боровся за життя у лікарні, проте помер. Похований у Конотопі. |
| 4277     |                  | Капустян Олексій Віталійович («Капуста», «Качан») | 18 жовтня 1993, Рівне. Мешкав в с. Кринички (Гощанський район) Рівненська область. Сержант, командир відділення протитанкового взводу роти вогневої підтримки 8 ОГШБ 10 ОГШБр. У шкільні роки переїхав з родиною до села. Строкову службу проходив у ВВ МВС в Маріуполі (2012—2013). Закінчив училище, де здобув будівельну спеціальність. З початком війни у 2014 добровольцем пішов на фронт у складі 2 БТО «Горинь», брав участь в боях за Іловайськ. В подальшому проходив службу у 2 ОМПБ «Горинь» 30 ОМБр, з 2016 в РВП 130 ОРБ, з 14.11.2018 до 09.08.2019 у 24 ОМБр на посаді головного сержанта 2-го взводу 1-ї роти. Воював на Світлодарській дузі, в районі Мар'їнки та ін. 08.11.2019 підписав новий контракт у 10-ій бригаді, щоб залишитися на передовій. Виконував завдання у Приазов'ї. Залишились мати, брат та трирічна донька.                                          | 29 листопада 2019            | Загинув близько 16:00 внаслідок обстрілу позиції поблизу с. Водяне з боку окупованої Ужівки, від кульового поранення грудної клітки в ділянці серця. Олексій був старшим на позиції. З початком ворожого кулеметного обстрілу відкрив вогонь у відповідь, але був уражений кулею снайпера, яка влучила вище й лівіше від пластини бронежилету. Похований у сусідньому з Криничками селі Тучин. |
| 4278     |                  | Філіпічев Андрій Анатолійович («Гермес»)          | 4 липня 1962, Ровеньки Луганська область. Старший солдат, санітар медпункту 2-го батальйону ОЗСпП «Азов» НГУ. З 1979 почав працювати у медичній сфері, спочатку санітаром, а після закінчення Донецького медичного інституту, з 1987 — лікарем-педіатром. Захоплювався нетрадиційною медициною, збирав лікарські рослини, практикував східні методики лікування. Займався спортом, йогою та моржуванням. Влітку 2014 побував у полоні проросійських терористів в захоплених ними Ровеньках. Переїхав до Маріуполя. 24.01.2015, у день, коли російські війська обстріляли Маріуполь, приєднався до «Азова». Займався фізичною реабілітацією бійців полку. | 29 листопада 2019            | Раптово помер від серцевого нападу в районі м. Маріуполь. Похований на Покровському кладовищі біля Маріуполя. |
| 4279     |                  | Семенюк Петро Андрійович                          | 1974, Досін Славутський район Хмельницька область. Старшина, військовослужбовець ЗС України (підрозділ не уточнено). | 29 листопада 2019            | Помер в районі проведення ООС внаслідок серцевого нападу. Похований на «Новому кладовищі» Славути. |
| Грудень  |                  |                                                   | |                              | |
| 4280     |                  | Каплунов Дмитро Віталійович                       | 4 грудня 1980. Полковник (посмертно) СБУ, військовослужбовець спецпідрозділу ЦСО «Альфа». На фронті виконував завдання із контрдиверсійної та контрснайперської боротьби. Батько і молодший брат також військовослужбовці (батько — прикордонник). Герой України (посмертно). | 1 грудня 2019                | У ніч на 1 грудня, під час виконання бойового завдання з протидії ДРГ противника поблизу окупованого с. Староласпа (Бойківський район) внаслідок підриву на міні загинули два військовослужбовця, — підполковник Каплунов загинув на місці, його тіло вивезено з «сірої зони» російськими найманцями на непідконтрольну територію, другий офіцер помер під час евакуації. В СБУ повідомили, що перемовини про повернення тіла загиблого офіцера тривають з 2 грудня, його віддали лише 7 грудня в районі Мар'їнки. Прощання проходило у Центрі культури та мистецтв СБУ. За повідомлення судді Святошинського райсуду м. Києва загиблий був засекреченим свідком у справі проти п’ятьох екс-"беркутівців" в справі про розстріли на Майдані. |
| 4281     |                  | Волочаєв Денис Олександрович                      | 23 грудня 1981, Луганськ. Мешкав у м. Ірпінь Київська область. Полковник (посмертно) СБУ, військовослужбовець спецпідрозділу ЦСО «Альфа». 2003 закінчив Академію державної податкової служби в Ірпіні. Володар Кубку України 2018 з практичної стрільби (карабін). На фронті виконував завдання із контрдиверсійної та контрснайперської боротьби. Герой України (посмертно). | 1 грудня 2019                | У ніч на 1 грудня, під час виконання бойового завдання з протидії ДРГ противника поблизу окупованого с. Староласпа (Бойківський район) внаслідок підриву на міні загинули два військовослужбовця, — підполковник Каплунов загинув на місці, важкопоранений підполковник Волочаєв помер під час евакуації. 3 грудня з офіцером прощались у Центрі культури та мистецтв СБУ. |
| 4282     |                  | Темний Дмитро Вікторович                          | 7 лютого 1991, Малий Бузуків Смілянський район Черкаська область. Мешкав в с. Хацьки Черкаського району. Молодший сержант, військовослужбовець 72 ОМБр. Залишилися дружина та трирічна донька. | 7 грудня 2019                | Загинув о 22:55 в районі м. Золоте на Луганщині внаслідок ворожого обстрілу з АГС. Після прощання в Черкасах, похований у с. Хацьки. |
| 4283     |                  | Войтович Андрій Володимирович                     | 1990, Квітневе (Рожищенський район) Волинська область. Мешкав у Луцьку. Молодший сержант, військовослужбовець 14 ОМБр. Залишилась дружина — волонтерка, та двоє її синів. | 9 грудня 2019                | Загинув близько 22:00 у районі м. Золоте на Луганщині, внаслідок підриву на невідомому вибуховому пристрої під час переміщення на позиціях в межах ВОП (за повідомленнями ЗМІ з посиланням на співслужбовців, вибух стався в результаті детонації протитанкового мінного шлагбаума під час мінометного обстрілу; у зведенні Пресцентру ОС повідомили про 7 обстрілів, зокрема, біля хутора Вільний, що входить до складу м. Золоте, також зазначено, що троє військовослужбовців загинули внаслідок підриву на невідомому вибуховому пристрої). Після прощання у Луцьку похований в с. Квітневе. |
| 4284     |                  | Сирота Сергій Миколайович                         | 1997, Щурин Рожищенський район Волинської області. Старший солдат, військовослужбовець 14 ОМБр. На військовій службі за контрактом — з 2016. Залишились мати та двоє братів. | 9 грудня 2019                | Загинув близько 22:00 у районі м. Золоте, внаслідок підриву на невідомому вибуховому пристрої під час переміщення на позиціях в межах ВОП (за повідомленнями ЗМІ з посиланням на співслужбовців, вибух стався в результаті детонації протитанкового мінного шлагбаума під час мінометного обстрілу). Після прощання у Луцьку похований в с. Щурин. |
| 4285     |                  | Пруський Віктор Федорович                         | 26 листопада 1970, мешканець м. Рівне. Молодший сержант, командир БМП підрозділу 14 ОМБр. Раніше служив у десантних військах, зокрема, виконував завдання в Грузії. З 2016 проходив військову службу за контрактом, боронив м. Щастя. Останній контракт підписав 22.05.2019. Залишились мати і сестра. | 9 грудня 2019                | Загинув близько 19:20 від множинних вогнепальних осколкових поранень внаслідок підриву на невідомому вибуховому пристрої (за повідомленнями ЗМІ з посиланням на співслужбовців, вибух стався в результаті детонації протитанкового мінного шлагбаума під час мінометного обстрілу). Похований в м. Рівне на кладовищі «Нове» («Молодіжне»), на Алеї Героїв. |
| 4286     |                  | Дзюба Андрій Петрович                             | 1993, Стара Синява Хмельницька область. Військовослужбовець 128 ОГШБр. Залишилися дружина та донька, якій ще немає року. | 11 грудня 2019               | Загинув близько 22:00 під час виконання службових обов'язків в районі смт Новотроїцьке (Волноваський район), обставини не уточнено. Похований в смт Стара Синява. Прим. У зведенні Пресцентру ОС за добу повідомили про 10 обстрілів, внаслідок яких дістали поранення двоє військовослужбовців. |
| 4287     |                  | Михальчук Сергій Олександрович                    | 27 травня 1998, Великі Проходи Дергачівський район Харківська область. Сержант, старший кулеметник 2-го взводу розвідки спецпризначення 4 БрОП НГУ, в/ч 3018 (бригада швидкого реагування, Гостомель). Підписав контракт з Нацгвардією у 2018, після проходження строкової служби. Залишились батьки, сестра. Герой України (посмертно). | 14 грудня 2019               | Загинув удень в районі Світлодарської дуги внаслідок мінометного обстрілу, прикривши своїм тілом бойового побратима, — помер дорогою до шпиталю (у зведенні Пресцентру ОС повідомляли, зокрема, про 20-хвилинний обстріл позицій поблизу с-ща Новолуганське — з мінометів калібру 82 мм, АГС та ВКК). Похований на Алеї Героїв 18-го кладовища м. Харкова. |
| 4288     |                  | Лісіцин Василь Анатолійович                       | 1 січня 1991, Кропивницький Кіровоградська область. Старший солдат, водій-електрик батареї безпілотних авіаційних комплексів дивізіону артилерійської розвідки 40 ОАБр. Відряджений до 28 ОМБр в зону ООС на посаду механіка-водія механізованого відділення. Виріс у прийомній родині. Був призваний на військову службу 24.04.2018, згодом підписав контракт. Залишилася мати. | 17 грудня 2019               | Загинув близько 19:00 в районі м. Мар'їнка від поранення у голову кулею снайпера (у зведенні Міноборони повідомляли про ведення ворожого снайперського вогню в районі Мар'їнки з напрямку Трудівських окупованого Донецька). Похований на Алеї Почесних воїнських поховань Рівнянського кладовища м. Кропивницького. |
| 4289     |                  | Україна                                           | 1985. Військовослужбовець 59 ОМПБр. | 17 грудня 2019               | Згідно повідомлення Костянтинівського міськрайонного суду Донецької області, 17 грудня 2019 року за місцем тимчасової дислокації ВЧ А1619 ЗСУ в с. Білокузьминівка Костянтинівського району Донецької області, військовослужбовець 1985 року народження покінчив життя самогубством. |
| 4290     |                  | Соловйов Герман Ігорович («Маяк»)                 | 29 березня 1994, Кам'янське Дніпропетровська область. Мешкав у м. Дніпро. Солдат, механік-водій (БМП) механізованого відділення 93 ОМБр. У ЗС України — з вересня 2018. До холодноярців приєднався, коли бригада вийшла на Донеччину, виконував завдання поблизу смт Верхньоторецьке Ясинуватського району. Залишилися батьки. | 22 грудня 2019               | Загинув близько 10:40 від кульових поранень під час перестрілки з проросійськими найманцями безпосередньо на передовій позиції на Луганщині (прим. У Пресцентрі ООС повідомляли про 5 обстрілів станом на 18:00, зокрема, біля с. Кримське, — з гранатометів, ВКК та іншої стрілецької зброї). Похований у Кам'янському, на Алеї Слави військового цвинтаря Соцміста. |
| 4291     |                  | Україна                                           | 1997. Військовослужбовець ЗСУ (підрозділ не уточнено). | 22 грудня 2019               | Застрелився з автомата Калашникова в голову на блокпості Святогірськ—Букине. |
| 4292     |                  | Пугач Сергій Васильович («Філін»)                 | 35 років, Біла Церква Київська область. Військовослужбовець 72 ОМБр. 2002 закінчив Київський коледж зв'язку. Після строкової служби навчався у Київському університеті зв'язку. З 2003 до 2018 працював у Білоцерківській філії «Укртелеком». Активний учасник Революції гідності. На початку бойових дій у 2014 добровольцем пішов на фронт, 11 БТО «Київська Русь» (11 ОМПБ), стрілець. Бойовий шлях 2014—2015: Слов'янськ, Дебальцеве, шахта Бутівка. У грудні 2019 підписав контракт. Залишилась дружина (громадянка Колумбії). | 25 грудня 2019 орієнтовно    | За повідомленнями у соцмережі, загинув/помер в зоні війни. Дата, місце й обставини не уточнені. Похований 27 грудня у Білій Церкві на Новозарічанському кладовищі. Прим. 72 ОМБр виконує завдання в районі м. Золоте. Сергій Пугач, за непідтвердженими даними, загинув/помер у Бахмуті. |
| 4293     |                  | Булда Ігор Миколайович                            | 8 листопада 1994, Олександрівка (Чорнухинський район) Полтавська область. Військовослужбовець ЗСУ (підрозділ не уточнено). В ЗС України — з травня 2019. Залишилися дружина та 10-місячний син. | 31 грудня 2019               | За повідомленнями у соцмережі, загинув напередодні Нового року від поранення в районі м. Мар'їнка (обставини не уточнені). Похований в с. Олександрівка. |

## Невстановлена дата смерті
Іваненко Андрій Володимирович, солдат. Указом Президента України від 14.11.2019 № 846/2019 нагороджений орденом «За мужність» ІІІ ступеня (посмертно).

## Втрати силових структур в тилу під час війни
Станчук Едуард Леонідович, 1987 р.н., Павлівка (Погребищенський район) Вінницька область. Мешкав у м. Черкаси. Учасник АТО/ООС, молодший лейтенант, офіцер зв'язку Черкаського обласного військового комісаріату. У 2010—2011 проходив строкову службу в Севастополі. Закінчив Черкаський державний технологічний університет та Харківський університет повітряних сил. Службу проходив у 156 ЗРП, в складі якого брав участь в АТО, у 96 ЗРБр, з січня 2019 — у Черкаському ОВК. Загинув вночі 07.10.2019 неподалік Черкас, у селі Свидівок біля насосної станції, тіло з проникаючим ножовим пораненням у груди було виявлене о 6:00 в розбитій машині Chrysler. Автомобіль має механічні ушкодження в передній частині кузова від зіткнення з деревом. Причини смерті та обставини з'ясовує слідство (наслідок ДТП чи умисне вбивство).
 Ставинога Ігор Іванович, 56 років, Вінниця. Мешкав у Києві. Учасник АТО, полковник, начальник управління планування військ РХБЗ Головного управління оперативного забезпечення ЗСУ. Навчався у Київському військовому училищі (зараз — Київський військовий ліцей імені Івана Богуна). Закінчив Вище військово-політичне училище у Свердловську (РРФСР), проходив службу в Казахстані, потім — 4 роки в Угорщині. Закінчив Вищу військово-політичну академію у Москві. Після розпаду СРСР вирішив продовжити службу в Україні, переїхав із сім'єю до Житомира, служив у штабі 8-го армійського танкового корпусу. Брав участь у миротворчій місії в Югославії, звідки повернувся у 1995. Був заступником ректора Хмельницької академії прикордонних військ, до 2015 працював в адміністрації ДПСУ, вийшов на пенсію. У 2016 працював в Краматорську, був радником голови Донецької ОДА та директором департаменту внутрішньої та інформаційної політики ДонОДА, пізніше був переведений до Міноборони на посаду начальника управління. 09.10.2019 близько 19:30 у Києві на Повітрофлотському проспекті, в районі стадіону ЦСКА, дістав важкі травми в результаті ДТП, — перетинаючи дорогу був збитий автомобілем. Добу лікарі 17-ї лікарні боролися за життя офіцера, але врятувати не змогли, він помер близько 20:00 10.10.2019. Залишились дружина, донька, син, онук.
 Романюк Володимир, 21 рік, Волинська область. Солдат строкової служби 3 БрОП, в/ч 3017 НГУ. Помер у Харкові 11.10.2019 близько 17:00 під час несення служби, — після проведення розводу на службу з охорони громадського порядку під час посадки в автомобіль раптово втратив свідомість, лікарі понад 40 хвилин боролися за його життя, але реанімаційні заходи не допомогли.
 Барило Володимир Валентинович, 48 років. Капітан, начальник групи підготовки та регламенту гальмівних парашутних систем 299 БрТА (Миколаїв). Помер 25.10.2019 під час виконання службових обов'язків. Залишились дружина та дві доньки.
 Безруков Андрій Володимирович, 25 років, Запоріжжя. Учасник АТО/ООС, військовослужбовець 74 ОРБ. Помер 26.10.2019 у Військовому госпіталі м. Дніпро внаслідок швидкоплинної онкохвороби.
 Береговенко Олег Михайлович, 14.05.1961, Ватутіне Черкаська область. Учасник АТО/ООС, старший сержант, в/ч А0331, автомобільний батальйон, Тил Збройних Сил України. З 08.01.2015 по 07.11.2016 проходив службу у БПСМОП «Луганськ-1», з 07.11.2015 по 29.06.2016 виконував завдання безпосередньо в зоні АТО, у Луганській області. В грудні 2018 вступив на військову службу за контрактом у черкаській в/ч А0331. З літа 2019 проходив лікування у Вінниці, потім в Черкаському військовому госпіталі. Наприкінці жовтня стан погіршився, помер 01.11.2019 внаслідок онкохвороби. Залишилась дружина.
 Атаманенко Олександр («Атаман»), 33 роки, Новоград-Волинський Житомирська область. Учасник АТО, лейтенант, начальник інженерної служби 54 ОРБ. В перші роки війни брав участь в АТО у складі 30 ОМБр. Закінчив Національний авіаційний університет (2016, «Програмна інженерія»). Помер у листопаді. Похований 10.11.2019 в Новограді-Волинському. Залишилась мати.
 Торопов Олексій Андрійович, 1977 р.н., мешкав у Києві. Підполковник, старший офіцер оперативного відділу штабу Головного управління ВСП. Закінчив Одеський інститут Сухопутних військ. В ЗСУ — понад 25 років. Загинув 11.11.2019 у Львові через травми, яких зазнав від зіткнення з поїздом, — близько 2:40 знайдений мертвим на залізничній колії на станції «Підзамче».
 Трубилко Руслан Миколайович, 12.05.1997, Старичі Яворівський район Львівська область. Учасник АТО/ООС, військовослужбовець 24 ОМБр. З багатодітної родини. Батьки мають статус «чорнобильців», батько був військовослужбовцем, родина отримала квартиру в Старичах. У 2016 закінчив Новояворівське ВПУ за фахом слюсаря з ремонту автомобіля, водія. На військовій службі — з 2016. Брав участь у миротворчій місії ООН в ДР Конго, двічі виїздив в зону АТО/ООС. 25.08.2019, під час несення служби в районі Мар'їнки, отримав відомчу нагороду пам'ятний нагрудний знак «Воїн-миротворець». Наприкінці вересня 2019 повернувся з фронту на ротацію. Раптово помер 12.11.2019 від серцевого нападу, перебуваючи вдома на вихідних. Похований у Старичах. Залишились батьки, двоє братів та дві сестри.
 Графов Микола Миколайович, 57 років, мешканець м. Суми. Учасник АТО/ООС, полковник поліції, заступник командира роти ПСПОП «Суми» ГУНП в Сумській області. На службі в ОВС — з 1984: пожежна частина, патрульно-постова служба, оперативні підрозділи. 1999 закінчив НАВС, очолив Ямпільський райвідділ, потім був начальником Роменського відділу, заступником начальника УБОЗ ГУМВС в Сумській області. Неодноразово нагороджувався, зокрема, понад 30 разів — за розкриття тяжких злочинів. У вересні 2011 звільнився з ОВС. Під час війни поновився на службі, перебував у довготривалих відрядженнях в зоні бойових дій. Раптово помер 13.11.2019. Похований у м. Шостка. Залишилась дружина та дві доньки.
 Мовчан Дмитро Сергійович, 26 років, Велика Писарівка Сумська область. Мешканець м. Охтирка. Прапорщик, військовослужбовець 91 ОПОЗ, в/ч А0563 (Охтирка). Станом на лютий 2017 — головний старшина батальйону. Загинув 15.11.2019 внаслідок вибуху під час виконання планових робіт з утилізації залишків боєприпасів та їх елементів на технічний території Центральної артилерійської бази забезпечення боєприпасами біля м. Балаклія у Харківській області. За попередніми даними оперативної групи Генштабу встановлено, що «15 листопада на спеціально обладнаному місці — майданчику зберігання вибухонебезпечних предметів № 4 групами розмінування здійснювалися роботи з розмінування та знищення вибухонебезпечних предметів. О 14:28, ймовірно, у ході завантаження залишків боєприпасів та їхніх елементів, які було підготовлено для подальшого знищення (утилізації), зокрема твердопаливного двигуна до ракет 3М9 зенітно-ракетного комплексу „Куб“, відбулось його загоряння з подальшим підривом накопичених для знищення вибохонебезпечних предметів». Внаслідок вибухів двоє саперів загинули на місці, ще п'ятеро зазнали поранень та опіків, один з них помер у лікарні. Залишились батьки, дружина та двоє дітей. Похований на Алеї Героїв Центрального кладовища м. Охтирки.
 Ярмак Денис Миколайович, 26 років. Старший солдат, сапер 91 ОПОЗ, в/ч А0563 (Охтирка). Загинув 15.11.2019 внаслідок вибуху під час виконання планових робіт з утилізації залишків боєприпасів та їх елементів на технічний території Центральної артилерійської бази забезпечення боєприпасами біля м. Балаклія у Харківській області. Похований на Алеї Героїв Центрального кладовища м. Охтирки.
 Подуфалов Сергій Вікторович, 43 роки, Ясинове (Олександрівський район) Кіровоградська область. Старший солдат, старший водій автомобільного взводу автомобільної роти 55-го окремого автомобільного батальйону «Чорний ліс», в/ч А0739. Військовослужбовець військової служби за контрактом. 15.11.2019 дістав важкі травми та опіки внаслідок вибуху під час виконання планових робіт з утилізації залишків боєприпасів та їх елементів на технічний території Центральної артилерійської бази забезпечення боєприпасами біля м. Балаклія у Харківській області. Помер 17.11.2019 у Харківській міській клінічній лікарні швидкої та невідкладної медичної допомоги. Залишилася дружина та двоє синів.
 Останін Олексій Вячеславович, 1975 р.н., мешкав в с. Старичі Яворівський район Львівська область. Майор, начальник служби ракетно-артилерійського озброєння 184 НЦ, в/ч А2615 (Старичі, Яворівський полігон). Загинув близько 5:00 19.11.2019 внаслідок пожежі у приміщенні штабу військової частини в Старичах. Також внаслідок пожежі опіки отримав т.в.о. начальника частини 41-річний майор Сергій Пантелейчук. Офіцери перевіряли дотримання бійцями вимог несення вартової служби. Залишилась дружина (військовослужбовець 24 ОМБр), син і донька.
 Панов Ігор («Хан»), 50 років, Ставропольський край РРФСР. Мешкав у м. Київ. Учасник АТО, капітан, 169 НЦ «Десна», раніше — 90 ОАеМБ 81 ОАеМБр, командир розвідувального підрозділу. Як колишній військовий 2015 добровольцем пішов на фронт під час 4-ї хвилі мобілізації, воював у промзоні Авдіївки. Навесні 2019 уклав контракт, проходив службу в «Десні». У ніч з 9 на 10 листопада на Ігора та його дружину було скоєно напад у під'їзді їхнього будинку в м. Києві по вул. Академіка Кіпріанова. Сусіди знайшли їх без свідомості, з проломленими головами, постраждалих госпіталізували у тяжкому стані до 17-ї лікарні. 20.11.2019 Ігор помер в лікарні. Підозрювані у вбивстві, — син дружини та його товариш, — затримані. У поліції розповіли, що син, посварившись по телефону з матір'ю, приїхав до неї і намагався її побити. За жінку вступився вітчим. Пасинок покликав свого друга, і вони, з дерев'яною битою та молотком, напали на подружжя. Після прощання на Майдані Незалежності похований на Берковецькому кладовищі Києва.
 Самойленко Руслан Валерійович, 06.06.1983, Малий Фонтан Подільський район Одеська область. Солдат, військовослужбовець Південного теруправління ВСП. 15.11.2019 близько 19:30 був збитий легковим автомобілем Opel на автошляху Подільськ — Балта поблизу с. Малий Фонтан, коли їхав на велосипеді додому. Водій легковика з місця ДТП втік, але пізніше його особу було встановлено. Перебував у глибокій комі в реанімації ВМКЦ Південного регіону (м. Одеса), де 21.11.2019 помер.
 Растатуров Руслан Юрійович, 24.11.1978, Львів. Учасник ООС, майор поліції, старший інспектор з особливих доручень відділу дільничних офіцерів поліції управління превентивної діяльності ГУ НП у Львівській області. В органах МВС — з 2005. На початку жовтня 2019 був відряджений у зону проведення ООС, де важко захворів. Був доставлений для лікування у Львів, помер в лікарні у ніч на 11.12.2019. Похований на Голосківському кладовищі Львова. Залишились дружина та 11-річний син.
 Ницюк Олег Іванович, 07.10.1984, Біла Церква Київська область. Учасник АТО, капітан, військовослужбовець 1129 ЗРП. У 2017 — помічник начальника відділення персоналу штабу військової частини. Помер 11.12.2019, під час виконання службових обов'язків. Похований у Білій Церкві, на Алеї Слави кладовища «Сухий Яр». Залишились дружина і син.
 Паславський Юрій Романович, 16.12.1964, 55 років, Твіржа Мостиський район Львівська область. Учасник АТО/ООС, військовослужбовець 24 ОМБр. Був прикордонником, вийшов на пенсію. Під час війни пішов на фронт, в подальшому уклав контракт на військову службу в 24-й бригаді. Раптово помер 13.12.2019, — перебуваючи на службі, звернувся до санчастини зі скаргою на самопочуття, але медики не змогли його врятувати. Похований у с. Твіржа. Залишились дружина, двоє дорослих синів та онуки.
 Баранов Олександр Анатолійович («Таліб»), 22.06.1965, 54 роки, Маріуполь Донецька область. Учасник АТО/ООС, молодший сержант, заступник командира бойової машини — навідник-оператор 3-ї роти 1-го батальйону 53 ОМБр. У 1984—1986 проходив службу в Афганістані. Потім служив в міліції, працював на цивільній роботі. Під час війни добровольцем пішов на фронт, у бригаді — з 2015. Помер 20.12.2019 в госпіталі м. Дніпро внаслідок інсульту, який стався тиждень тому. Поховання у Маріуполі. Залишились дружина, четверо дітей та шестеро онуків.
 Чуловський Олександр, 1991 р.н., Дружелюбівка (Калинівський район) Вінницька область. Учасник АТО, військовослужбовець ЗСУ, в/ч у м. Шепетівка. Був призваний на строкову службу, після чого підписав контракт. Раптово помер у Шепетівці вранці 20.12.2019 від серцевого нападу уві сні, після повернення з нічного чергування. Похований в с. Дружелюбівка.
 Пастернак Олег Володимирович, 52 роки, мешканець м. Калинівка Вінницька область. часник АТО, майор, військовослужбовець 48-го арсеналу, в/ч А1119. До 2019 проходив службу у Калинівському РВК на посаді начальника відділення загального військового навчання. У 2014 був представником від Міноборони у спільному проекті МО і УНА-УНСО зі створення 55-го батальйону тероборони на Вінниччині. Загинув 23.12.2019, — близько 14:30 був збитий на пішохідному переході, коли прямував до КПП військової частини, на в'їзді у Калинівку з боку Вінниці. Від отриманих важких травм помер на місці. Похований в Калинівці.
 Рахнянський Віктор Володимирович, 05.12.1979, Кременчук Полтавська область. Учасник АТО 2015—2016, старший сержант, військовослужбовець 107 РеАБр. До ЗС України був призваний за мобілізацією 23.04.2015. В подальшому проходив службу за контрактом. Помер 25.12.2019 під час несення військової служби в смт Іванівка (Іванівський район, Херсонська область). Поховання у Кременчуці на Алеї Слави АТО Свіштовського цвинтаря.
 Швець Віталій («Шуба»), Ягубець Христинівський район Черкаська область. Учасник ООС, сержант, військовослужбовець танкового підрозділу 72 ОМБр. Загинув 26.12.2019 внаслідок ДТП, що сталася о 7:40 на автодорозі Стрий — Кропивницький — Знам'янка, поблизу села Паланка (Уманський район) за участі трьох автомобілів, легкових Renault і ВАЗ та вантажного автомобіля DAF. Внаслідок зіткнення водії легкових автомобілів отримали травми. Віталій перебував в автомобілі, який затисло між двох інших, від отриманих травм він помер на місці. Поховання в с. Ягубець.
 Челбін Віталій Віталійович, 49 років, мешканець м. Рівне. Учасник АТО/ООС, полковник, начальник управління морально-психологічного забезпечення ОК «Захід». В армії — з 1985. Закінчив ЛВВПУ. У 2015 був заступником керівника сектора «А» по роботі з особовим складом на Луганщині, у 2018 — заступником командуючого ОТУ «Луганськ» з морально-психологічного забезпечення. Помер 26.12.2019 після тяжкої хвороби. Залишилися дружина (також військовослужбовець) та дві доньки.

## Померлі демобілізовані учасники АТО/ООС
Телебей Олександр Якович, 41 рік, мешканець м. Кривий Ріг Дніпропетровська область. Учасник АТО 2014—2015, 40 ОМПБ «Кривбас». На фронт пішов добровольцем на початку війни. Після повернення додому працював будівельником. Восени 2019 був відряджений на ММК ім. Ілліча у Маріуполь, був бригадиром. Загинув вночі 03.10.2019 внаслідок нещасного випадку на заводі, — обірвався 3-тонний гідравлічний підйомник, від отриманих травм Олександр загинув на місці, ще один робочий дістав важкі травми. Після прощання у Кривому Розі поховання в с. Златоустівка (Криворізький район). Залишились дружина та 12-річна донька (з 2018 проходить лікування від лейкозу).
 Ляшенко Ігор Іванович, Тетіїв Київська область. Учасник АТО, ДПСУ. З 30.08.2014 по 08.08.2015 проходив службу за мобілізацією, у тому числі в зоні АТО. Помер за межами України. Поховання 09.10.2019 у Тетієві.
 Похилий Євген Михайлович, 29.11.1982, мешканець м. Кременчук Полтавська область. Учасник АТО, Рота поліції «Кременчук» та 107 РеАБр. На війну відбув добровольцем у 2014, виконував завдання в Кримському, Щасті. У 2016 проходив службу в артилерійській бригаді ЗСУ. Після повернення з АТО переїхав до Харкова. 04.10.2019 тіло ветерана було знайдене в квартирі, яку він винаймав. Похований в с. Дмитрівка, де мешкають батьки.
 Ілик Андрій Ярославович, 11.12.1986, мешкав у с. Джурків Коломийський район Івано-Франківська область. Учасник АТО/ООС, 10 ОГШБр. Помер 11.10.2019 у Київському військовому госпіталі в результаті захворювання. Похований в с. Жукотин (Коломийський район).
 Іваніка Олександр Петрович, 09.08.1970, Різня Малинський район Житомирська область. Учасник АТО. Помер 12.10.2019 після тривалої хвороби. Похований в с. Різня.
 Чурінін Микола Олександрович («Фенікс»), 55 років, Ужгород Закарпатська область. Учасник АТО, БСП «Донбас» НГУ. Учасник бойових дій в Афганістані, ліквідатор аварії на ЧАЕС. Пішов на війну добровольцем. Після повернення з фронту тривалий час боровся з онкохворобою. Помер у жовтні 2019. Похований 16.10.2019 в Ужгороді на кладовищі Кальварія.
 Ванцов Ігор Олександрович, 12.05.1987, Кременчук Полтавська область. Учасник АТО, старший матрос, 36 ОБрМП, ТВО командира бойової машини, начальник радіостанції польового вузла зв'язку. Випускник Кременчуцького військового ліцею (2004). У 2016 вступив на військову службу за контрактом, воював в районі Маріуполя. Тривалий час хворів, переніс дві важкі операції. Помер 17.10.2019 у лікарні Кременчука внаслідок хвороби. Поховання на Свіштовському цвинтарі Кременчука, в секторі АТО.
 Вакуленко Іван Іванович («Пістолет»), мешканець м. Київ. Учасник АТО 2014—2015, сержант. Громадський активіст, засновник спілки ветеранів АТО Деснянського району Києва, ГО «Ветеранський рух України», ГО «Слава ракетчикам» та ін. 18.10.2019 знайдений мертвим у помешканні сестри в Деснянському районі Києва, де також був зареєстрований, — з вогнепальним пораненням голови з власної помпової рушниці. Похований в с. Острійки Білоцерківського району. Залишились батьки і сестра.
 Фесенко Дмитро Вікторович, 08.06.1983, Полтава. Учасник АТО/ООС 2015—2018, солдат, БСП «Донбас» НГУ, розвідник-санітар, снайпер. Закінчив Полтавську політехніку та Полтавську аграрну академію. Працював на менеджерських посадах. Влітку 2015 пішов на фронт добровольцем. У червні 2016 дістав поранення в районі Новотроїцького внаслідок підриву на міні з «розтяжкою», але з госпіталю втік до Києва з відкритою раною, щоб взяти участь у першому відборі на престижний Марафон морської піхоти США, який успішно пройшов та в жовтні 2016 пробіг на марафоні 10 км. Учасник «Ігор нескорених», член БФ «Ветеранська десятка». Паралельно зі службою займався розвитком спорту для реабілітації учасників АТО. Нагороджений медаллю «За військову службу Україні». Останнім часом боровся з онкохворобою (рак кісток), лікування давало позитивні результати. В червні 2018 пройшов марш-кидок (87 км — «золота дистанція, 54 милі) у Шотландії. Помер 21.10.2019 у Полтаві під час спортивного тренування в результаті раптової зупинки серця (відірвався тромб), — 24 жовтня мав летіти на змагання до США у складі української ветеранської збірної. Похований на Боженківському кладовищі Полтави на Алеї Героїв АТО. Залишилась дружина — військовослужбовець НГУ, та дві доньки від першого шлюбу.
 Дегтярьов Віктор Миколайович, („Сенсей“). Учасник АТО. За повідомленням спільноти „Іловайське братерство“, загиблий — відомий ветеран АТО з батальйону „Донбас“. Колишній морпіх, у 2014 році сформував групу „Купол“, яка у складі батальйону „Донбас“ однією з перших заходила в Іловайськ. Загинув 22.10.2019 в м. Києві на вулиці Пушкінській, 34 в результаті вибуху ручної гранати. Окрім нього, в результаті вибуху загинув ще один чоловік, а одну жінку з кафе поруч було поранено. Похований на Алеї Героїв на Лісовому кладовищі столиці.
 Ковальський Ігор Казимирович, 44 роки, Хмельницький. Учасник АТО, 93 ОМБр. Проходив службу за мобілізацією у 2015—2016. Раптово помер вдома 22.10.2019, повернувшись з роботи. Залишилися матір, сестра та 7-річний син. Похований у Хмельницькому.
 Сапович Василь Васильович, 04.09.1985, Дебеславці Коломийський район Івано-Франківська область. Учасник АТО. Помер 23.10.2019.
 Солодкий Дмитро Дмитрович, 11.12.1990, Хотимир Тлумацький район Івано-Франківська область. Учасник АТО, 15 ОГШБ 128 ОГШБр. 2016 вступив на військову службу за контрактом. 18.10.2019 близько 4:00 був знайдений на вулиці Івано-Франківська без свідомості і доставлений до Обласної клінічної лікарні. 26.10.2019 помер, не приходячи до тями. Ймовірно, помер через запалення легенів, причину смерті встановлять за результатами СМЕ. Похований в с. Хотимир. Залишились батьки, сестри.
 Козлан Василь Іванович („Бача“), 04.09.1965, мешкав у с. Чорногузи Вижницький район Чернівецька область. Учасник АТО, доброволець (батальйон МВС). Був керівником районної організації ВГО інвалідів „Союз Чорнобиль України“ та засновником районної ГО „Вижницьке об'єднання учасників АТО“. 19 жовтня у важкому стані потрапив до реанімації Вижницької лікарні, помер уночі 27.10.2019 внаслідок хвороби. Поховання в с. Чорногузи. Залишились сестра, дружина, син, донька, онуки.
 Швед Богдан, Нововолинськ Волинська область. Учасник АТО 2014, 1 ОМПБ „Волинь“. Помер в лікарні 27.10.2019 після тривалої боротьби з онкохворобою. Похований у Нововолинську.
 Майборода Юрій Миколайович („Борода“), мешканець м. Київ. Учасник АТО 2014, доброволець, 12 ОМПБ „Київ“, заступник командира батальйону з технічної частини. До війська пішов добровольцем у березні 2014. Згідно повідомлення в соцмережі, помер 30.10.2019 в результаті відриву тромбу. Залишились дружина, донька.
 Пендак Андрій Анатолійович, 24.06.1977, Каховка Херсонська область. Учасник АТО. Передчасно помер. Похований 02.11.2019 у Каховці.
 Головай Ярослав Миколайович („Комарик“), 10.11.1992, Сосонка (Вінницький район) Вінницька область. Учасник АТО 2014, доброволець, молодший сержант, 24 ОШБ „Айдар“, 1-ша стрілецька рота, 1-й взвод, командир відділення. Згідно повідомлення в соцмережах, раптово помер 01.11.2019, перебуваючи в Іспанії. Залишилися мати, сестри.
 Денисенко Святослав Вікторович („Сват“), Київ. Учасник АТО, 12 ОМПБ „Київ“. Помер 07.11.2019 після тривалої онкохвороби. Похований на Лісовому кладовищі Києва. Залишились батьки.
 Савков Роман, 30 років, Шаргород Вінницька область. Учасник АТО, старший солдат, 92 ОМБр. 20.07.2017 у бою на крайньому ВОП № 9203 в районі м. Красногорівка, відбиваючи напад ворожої ДРГ, дістав контузію та осколкове поранення ноги і потрапив у полон, тоді загинули Олександр Сень, Олег Гавря і Віктор Чорнобай. Під час перебування у колонії терористів в Макіївці захворів на цукровий діабет, за 1,5 місяці втратив 25 кг ваги і важив 50 кг, зміг вижити завдяки інсуліну, який передавали через волонтерів на окуповану територію. 24.01.2018 був визволений з полону за обміном. Проходив лікування в Київському шпиталі. Помер 11.11.2019 після тривалої хвороби. Поховання на центральному кладовищі Шаргорода. Залишились батьки і сестра.
 Іванова Наталя, Дніпро. Волонтер АТО/ООС. Від початку війни з 2014 допомагала добровольцям ДУК ПС та пораненим бійцям. Померла 12.11.2019 у лікарні Дніпра від серцевого нападу.
 Данилюк Володимир, 26.08.1987, Ківерці Волинська область. Учасник АТО 2014, 51 ОМБр, 2-й мехбатальйон, навідник зенітно-артилерійського взводу. До війська пішов у першу хвилю мобілізації, брав участь у бойових діях в період з 19.05.2014 по 25.07.2014, — 25 липня зазнав вогнепального поранення під серце, яке стало причиною інвалідності ІІ групи. Раптово помер 12.11.2019. Похований у Ківерцях. Залишились двоє неповнолітніх дітей.
 Слободюк Віктор, 52 роки, Ланівці Тернопільська область. Учасник АТО. Помер 19.11.2019 внаслідок онкохвороби після двох років лікування. Похований у Ланівцях.
 Гундар Юрій, 1992 р.н., Новодеркул Біловодський район Луганська область. Учасник АТО, 25 ОПДБр. У бригаді служив ще до війни, 2014-го був поранений на фронті. Про бойового побратима неодноразово згадував у своїй книзі „Сліди на дорозі“ Валерій Ананьєв. У 2017 звільнився з армії та повернувся додому. В середині листопада 2019 був вбитий у с. Новодеркул, — його шукали близько 10 днів, 23.11.2019 тіло виявили у канаві на території іподрому філії „Деркульського кінного заводу“ ДП „Конярство України“, з колото-різаними ранами шиї.
 Саков Станіслав Михайлович („Михалич“, „Слон“), 07.05.1972, Кривий Ріг Дніпропетровська область. Учасник АТО, 53 ОМБр. Працював в АТ „ДТЕК Дніпровські електромережі“. Помер 20.11.2019 від панкреатиту. Похований у Кривому Розі. Залишилась дружина, донька.
 Лівандовський Олег Миколайович, 13.06.1975, мешканець м. Вінниця. Учасник АТО. Раптово помер 25.11.2019. Поховання у с. Нападівка (Калинівський район), де мешкають батьки.
 Герцан Володимир Вікторович, 24.11.1978, Хотин Чернівецька область. Учасник АТО, 122 ОАЕМБ 81 ОАЕМБр. 2015—2016 проходив службу за мобілізацією. Помер вдома 24.11.2019 від пневмонії. Похований у Хотині.
 Дікальчук Віталій Павлович, 1975 р.н., Плиска Лановецький район Тернопільська область. Учасник АТО 2015—2016. Проходив службу за мобілізацією з серпня 2015, зокрема, у Станиці Луганській, водій „Уралу“. Помер 29.11.2019 внаслідок тяжкої хвороби.
 Воробчук Олег Михайлович, 1981 р.н., мешканець м. Володимир-Волинський Волинська область (реєстрація: с. П'ятидні Володимир-Волинський район). Учасник АТО, 534 ОІСБ 128 ОГШБр (2017), раніше — 14 ОМБр (51 ОМБр), старшина інженерного відділення ГІЗ. Загинув 01.12.2019 близько 7:00 у ДТП на 202 км автодороги Київ — Ковель в Олевському районі Житомирської області. Поховання у Володимирі-Волинському. Залишились дружина та дві доньки.
 Черкасов Андрій В'ячеславович, 52 роки, Кременчук Полтавська область. Учасник АТО, старший лейтенант. Був призваний за мобілізацією 24.03.2015, у 2016 брав безпосередню участь в АТО. Помер 03.12.2019 від інсульту. Похований на Свіштовському цвинтарі Кременчука, на Алеї Героїв АТО. Залишились мати і дружина.
 Мирошниченко Артем Миколайович, 09.05.1983, Бахмут Донецька область. Волонтер та активіст ГО „Бахмут Український“. Допомагав армії, чергував у шпиталях, брав активну участь в патріотичних акціях та житті місцевої громади. 29.11.2019 став жертвою нападу двох підлітків (16 і 17 років), був знайдений неподалік свого будинку з переломом основи черепа. Переніс складні операції, але після тижня у комі помер в лікарні Бахмута 05.12.2019. Після прощання на Забахмутці, у дворі будинку, похований в Ямполі. Залишились батьки, брат, дружина. Обох нападників затримано.
 Волинець Ігор Михайлович («Єнот»), Голубівка (Ружинський район) Житомирська область. Учасник АТО 2014—2016, 95 ОДШБр, 2 батальйон, водій розвідвзводу. На війні був з перших днів, учасник оборони ДАП. Нагороджений орденом «За мужність» ІІІ ступеня (15.09.2015) та недержавним орденом «Народний Герой України» (15.01.2016). Покінчив життя самогубством у ніч на 07.12.2019. Поховання в с. Голубівка.
 Яцен Юрій Петрович (Хаскі), 05.06.1981, Київ. Учасник АТО, БПСМОП «Чернігів», військовий кінолог. До війни тривалий час мешкав у с. Рогізки на Чернігівщині. У червні 2014 приєднався до батальйону МВС «Чернігів», і вже у липні був в зоні бойових дій. Пройшов декілька ротацій на фронті, був поранений. Брав участь у спецоперації із затримання так званого «медового терориста», який приніс на блокпост українських захисників мед з вибухівкою. Після демобілізації мешкав у Києві, опікувався проблемою реабілітації ветеранів. Учасник проєкту «Друг Героя». Загинув 10.12.2019 у ДТП. Похований в с. Вишневому поблизу Києва. Залишилась дружина.
 Ліпський Олександр Володимирович, 1981 р.н., Обухів Київська область. Учасник АТО, солдат, 11 ОМПБ «Київська Русь», інвалід війни. Проходив військову службу з 01.12.2014 по 12.01.2016, з 08.02.2015 до 20.05.2015 брав участь в АТО. Помер 10.12.2019. Похований в Обухові, на кладовищі «Польок».
 Чечилюк Юрій, Дубно Рівненська область. Учасник АТО. На фронті був майже від початку війни, після демобілізації повернувся додому. Після смерті матері лишився сиротою. У 2019 збирався підписати контракт на військову службу, але мав проблеми із серцем. Раптово помер у грудні 2019. Похований 11.12.2019 на Млинівському кладовищі м. Дубно.
 Завітайло Олександр Миколайович, Дніпро. Учасник АТО, 43 ОМПБ «Патріот». Помер 11.12.2019 у лікарні внаслідок відриву тромбу. Поховання у Дніпрі на Лівобережному цвинтарі. Залишились мати і дружина.
 Спічніков Сергій Геннадійович, 05.01.1970, Нововолинськ Волинська область. Учасник АТО, 128 ОГШБр. З 14.07.2015 по 22.10.2016 проходив військову службу за мобілізацією. У жовтні 2019 проходив навчальні збори на полігоні. Помер 17.12.2019 у власній квартирі. Друзі розповіли, що на вихідні Сергій скаржився на підвищену температуру та взяв «лікарняний» на роботі. Похований у Нововолинську.
 Псюк Йосиф Степанович, 01.05.1961, Копанки (Калуський район) Івано-Франківська область. Учасник АТО, 44 ОАБр, водій-заправник. З 2016 проходив військову службу за контрактом. Помер у грудні 2019. Похований 18.12.2019 в с. Копанки. Залишились мати і сестра.
 Литвинюк Юрій Васильович («Матрос»), 24.08.1972, мешканець м. Старокостянтинів Хмельницька область. Учасник АТО, зведений загін «Дика качка». Брав участь в обороні ДАП, 7-ма ротація загону, опорний пункт «Зеніт». У подальшому служив в 30 ОМБр. Помер 20.12.2019 після тривалої онкохвороби. Поховання у с. Климашівка Хмельницького району, де мешкає сестра. Залишився син, офіцер ЗСУ.
 Дробот Олексій Степанович, 24.07.1987, Германівка (Обухівський район) Київська область. Учасник АТО/ООС, солдат. Проходив військову службу з травня 2016 по жовтень 2019. Загинув 20.12.2019 внаслідок ДТП. Похований в с. Германівка. Залишились батьки і дружина.
 Горовий Леонід Анатолійович, 13.07.1975, Кременчук Полтавська область. Учасник АТО 2014, старший солдат. До ЗС України був призваний 05.04.2014 за частковою мобілізацією. Помер 25.12.2019 в результаті тяжкої хвороби. Поховання у Кременчуці на Алеї Слави АТО Свіштовського цвинтаря.
 Кравчук Олександр Сергійович («Кот»), 04.10.1988, Одеса. Учасник АТО, батальйон ОУН та 1 ОШР ДУК ПС. Пішов на фронт з початком бойових дій. Воював у Пісках, Авдіївці, Кам'янці. Брав участь у блокаді Донбасу взимку 2016. У 2017 році діагностували рак. Помер 25.12.2019. Похований на Алеї Героїв Західного кладовища Одеси. Залишились батьки і брат.
 Сернецький Микола («Скала»), 52 роки, мешканець м. Бурштин Івано-Франківська область. Учасник АТО, 24 ОШБ «Айдар», навідник. На фронт пішов наприкінці 2015, воював три роки, зокрема, в районі Горлівки. Помер 26.12.2019 в Бурштинській центральній міській лікарні від гострої серцевої недостатності, відриву тромбу. Похований у Бурштині.
 Василишин Володимир Миколайович («Дід»), 1965 р.н., мешканець с. Мерещів Перемишлянський район Львівська область. Учасник АТО, активний учасник Революції гідності, волонтер. Загинув 28.12.2019, близько 6:10, в с. Гайок (Кам'янка-Бузький район) в результаті наїзду автомобілю «Хонда». Похований в с. Мерещів.
 Алехно Володимир Миколайович, 1973 р.н. Учасник АТО. Працював водієм-далекобійником. У ніч на 29.12.2019 був жорстоко побитий в Солом'янському районі Києва, біля залізничного вокзалу, коли повертався з рейсу додому. Був госпіталізований із черепно-мозковою травмою, але помер ще у кареті «швидкої допомоги». Залишилась дружина.
 Кравченко Сергій Іванович («Шаман»), 1962 р.н., Кропивницький. Учасник АТО/ООС, 72 ОМБр. У 2015—2016 проходив службу в складі екіпажу БМП. Загинув 31.12.2019 близько 9:50, у власному приватному будинку по вулиці Андріївська, в результаті підриву на гранаті РГД-5, яку привіз із зони АТО і зберігав вдома. Дружина з пораненнями доставлена в лікарню. Похований у Кропивницькому.
 Сімонік Олексій («Бандера»), Маріуполь. Учасник АТО/ООС. 2014 року добровільно встав на захист територіальної цілісності України. З 16 квітня по 3 травня 2014 року неофіційно перебував на службі в 1 роті добровольчого батальйону «Донбас», в складі якого брав участь в ліквідації блокпостів незаконних збройних формувань в місті Покровськ Донецької області. З 3 травня по 13 травня 2014 року неофіційно перебував на службі в 5 роті «Донецьк» батальйону патрульної служби міліції особливого призначення «Дніпро-1» ГУМВС України, в складі якого брав участь в заходах по охороні правопорядку в Дніпропетровській області. З 13 травня по 30 липня 2014 року неофіційно перебував на службі в батальйоні патрульної служби міліції особливого призначення «Шахтарськ» ГУМВС України, в складі якого забезпечував проведення АТО та брав безпосередню участь в звільненні селища Піски Ясинуватського району. З 30 липня по 29 серпня 2014 року був призначений на посаду міліціонера 2 взводу батальйону патрульної служби міліції особливого призначення «Шахтарськ» ГУМВС України, в складі якого відряджався до зони проведення АТО, де ніс службу з охорони громадського порядку в центральних та південних районах Донецької області, зокрема брав участь в бойових діях в районі міста Іловайськ. З 29 серпня 2014 року до 18 квітня 2015 року займався волонтерською діяльністю і неофіційно перебував у складі бойових підрозділів, що несли службу з оборони міжнародного аеропорту «Донецьк» імені Сергія Прокоф'єва та селища Піски Ясинуватського району. 16 листопада 2019 року пішов з дому і не повернувся. Пізніше було знайдене тіло зі слідами насильницької смерті і експертиза підтвердила, що воно належить Олексію.